# Вељки Чепчин
Вељки Чепчин (слч. Veľký Čepčín) насељено је мјесто са административним статусом сеоске општине (слч. obec) у округу Турчјанске Тјеплице, у Жилинском крају, Словачка Република.

## Становништво
| Година:    | 1994. | 2004.   | 2014.    | 2024.   |
| ---------- | ----- | ------- | -------- | ------- |
| Број људи: | 225   | 215     | 245      | 258     |
| Разлика:   |       | -4,44 % | +13,95 % | +5,30 % |

| Година:    | 2023. | 2024.   |
| ---------- | ----- | ------- |
| Број људи: | 253   | 258     |
| Разлика:   |       | +1,97 % |

Према подацима о броју становника из 2011. године насеље је имало 234 становника.